# Большая Ноша
Большая Ноша — река в России, протекает в Торопецком районе Тверской области. Впадает в Кунью. Устье Большой Ноши находится у деревни Жарихино Плоскошского сельского поселения в 95 км от устья Куньи, по правому её берегу. Длина Большой Ноши составляет 35 км.
У истока расположена деревня Почеп Пожинского сельского поселения и покинутая деревня Дропшино, ниже расположено несколько покинутых деревень, из них только деревня Шухово входит в Кудрявцевское сельское поселение. В 2,3 км от устья (по прямой) находится посёлок Новый Плоскошского сельского поселения.

## Данные водного реестра
По данным Государственного водного реестра России относится к Балтийскому бассейновому округу, водохозяйственный участок реки — Ловать и Пола, речной подбассейн реки — Волхов. Относится к речному бассейну реки Нева (включая бассейны рек Онежского и Ладожского озера).
Код объекта в государственном водном реестре — 01040200312102000023360.